# Lisignoli Bluff
Das Lisignoli Bluff ist ein 610 m hohes Felsenkliff im westantarktischen Queen Elizabeth Land. In der Argentina Range der Pensacola Mountains ragt es am nördlichen Ende der Schneider Hills auf.
Der United States Geological Survey kartierte es anhand eigener Vermessungen und Luftaufnahmen der United States Navy aus den Jahren von 1956 bis 1966. Das Advisory Committee on Antarctic Names benannte es 1968 nach dem argentinischen Glaziologen César Augusto Lisignoli, wissenschaftlicher Leiter der Ellsworth-Station im antarktischen Winter 1961.